# Pedagogia crítica
La pedagogia crítica és un enfocament educatiu que promou la reflexió i l’anàlisi crítica sobre les estructures socials i culturals, amb l'objectiu de fomentar la consciència política i la transformació social. Basada en les teories postmodernistes, feministes i antiracistes, entre d'altres, busca qüestionar els sistemes de poder i opressió a través de la relació dialògica entre professorat i alumnat, integrant temes com la raça, el sexe i la sexualitat.

## Etimologia
La paraula pedagogia prové del grec antic paidagogós que significa nen/a (paidos) i portar/conduir (gogia). Originàriament, el mot feia referència a l'esclau que portava els nens i nenes a l'escola.

## Descripció
La pedagogia crítica és una teoria i pràctica de l'ensenyament que busca ajudar i guiar als i les alumnes a preguntar-se i tenir una funció crítica sobre la dominància, les creences i les pràctiques emprades. El terme de pedagogia crítica ha sofert moltes transformacions a la llarga en contextos socials i històrics, és per això que no existeix una definició estàtica.
Tradicionalment, la pedagogia crítica ha fet sempre referència a la teoria de l'ensenyament i les pràctiques d'aprenentatge dissenyades perquè els alumnes tinguin el seu propi criteri; tot i que també es pot utilitzar la pedagogia crítica per referir-se a la política: El pensament crític és el primer pas per la lluita política col·lectiva en la societat. En la pedagogia crítica el professor és el que posseeix el coneixement i els estudiants són els receptors d'aquest, mentre que l'aula és un lloc on sorgeix un nou coneixement que es basa en les experiències dels estudiants i professors junts a partir del diàleg. Al llarg dels anys, la pedagogia crítica s'ha anat expandint a partir de les teories postmodernistes, feministes, antiracistes, postcolonial, etc. Que a la vegada l'han anat transformant introduint a la classe categories com la raça, el sexe, la sexualitat, la nacionalitat, l'edat… per tal d'aturar els règims opressius de poder, coneixement i canvi social.
La pedagogia crítica ha de ser tractada en àmbits d'investigació, de pràctica i autoorganització, a la vegada, ha de ser capaç de relacionar la teoria i la pràctica en cadascú d'ells. També ha d'incitar al debat entre les diferents posicions. Cometem un error en definir pedagogia critica com ‘'relativista o ‘'realista, ja que aquesta pedagogia agrupa les diferents perspectives més radicals. Tot i que en els últims anys s'han donat una sèrie de canvis en la metodologia i la teoria d'aquesta pedagogia crítica.
Podem diferenciar dues tendències que estan relacionades entre si que polaritzen la pedagogia crítica:
- L'impuls a la professionalització de la psicologia com a disciplina.
- L'exclusió de grups incapacitats per racionalitzar sobre processos psicològics.[3]

## Evolució de la pedagogia
La pedagogia ha tingut una evolució al pas dels anys i ha passat per diferents etapes:
La pedagogia tradicional té lloc a França, sorgeix entre els segles xvii i XVIII, les seves característiques més importants van ser: la separació de l'alumne del món i la vigilància constant dins el recinte. Això va sorgir de la desconfiança del món adult i del desig de voler fer créixer a l'infant dins una pedagogia arrelada a la religió. Durant el segle de la Il·lustració (XVII) van sorgir diferents escriptors i científics (Galileo Galilei, Rene Descartes, Isaac Newton i Rousseau), els quals crearen obres que van estimular el canvi escolar, és a dir, per a donar peu a un sistema més lliure i diferenciat. Tot i que se seguia mantenint un model tradicional pel que fa a l'educació: John Locke va portar el mètode tradicionalista a l'extrem: va proposar el ''castigo del látigo'' per modificar la mala conducta.
La línia que separa la pedagogia tradicional de la moderna és molt fina, en el seu moment l'escola tradicional va ser un gran canvi important pel que fa a l'estil i l'orientació en l'àmbit de l'educació, però amb el temps va passar a ser un sistema rígid i opressor, que va acabant esdevenint una dinàmica lenta i poc innovadora.
La pedagogia moderna sorgeix aleshores, com a mètode de renovació del sistema educatiu, a la segona meitat del segle xix. Proposava la col·laboració entre mestre i alumne, l'escola a l'aire lliure i la necessitat de supervisar però mai controlar el desenvolupament i espontaneïtat de l'alumne. També va impulsar la figura femenina en el món educatiu, l'escola única i el desig de posar al nen amb contacte amb la història de la humanitat.
La pedagogia moderna va arribar al seu màxim desenvolupament quan sorgeix la Revolució Industrial, ja que van intervenir autors com Pestalozzi a Suiza, Herbart i Diesterweg a Alemanya, Owen a Anglaterra o Freinet a França i Maria Montessori a Itàlia. I també amb el capitalisme amb filòsofs com John Dewey, Ivan Ilich, Berta Von Marenholtz Bülow, Emily Bliss Gould, entre d'altres.
Simplement amb l'objectiu de poder estudiar al nen en tots els seus aspectes: la memòria, l'atenció... I es va arribar a la conclusió que els mestres no estudiarien el procés d'aprenentatge dels nens sinó els psicòlegs.
La pedagogia contemporània sorgeix a Amèrica, a partir del corrent pragmàtic i funcional de John Dewey, que afirmava que la validesa del pensament recau en l'acció, i considerava que la ment actuava en funció de les necessitats d'un individu per a sobreviure.
Aquests primers fonaments van donar pas a l'anomenada Escola Nova o Activa, que el que buscava era garantir una major participació ciutadana al sistema econòmic-social, ja que això contribuiria a l'equilibri social entre les classes.
Hi ha diversos autors dins d'aquesta etapa que van impulsar la pedagogia contemporània com: Ovide Decroly, fundador de L'Ecole de L'Ermitage a Brussel·les i que va obtenir resultats positius al camp de la pedagogia com la lectura i l'ensenyança. Ferriére va elaborar el 1919 els trenta punts que definien l'Escola Nova. L'escola nova buscava obrir la ment a una cultura general i posteriorment una especialització professional.
En l'actualitat, els màxims representants de l'estudi d'investigació de nous mètodes d'aprenentatge són: Pavlov, J. Watson, E. Thorndike amb la Tecnologia Educativa Skinner, Jean Piaget i Vygotsky amb el Constructivisme i el Cognitivisme i altres autors com Bruner amb l'aprenentatge per descobriment i Ausubel amb l'aprenentatge per recepció verbal significativa.

## Autors i autores
Hi ha alguns autors i autores que es basen en la pedagogia crítica o han sigut importants en aquest moviment, volem destacar:

### Paulo Freire
Té una visió de la pedagogia com a instrument de persuasió a alliberar els que estaven oprimits i com a ajuda per ometre els condicionaments i la pressió social que pertorben l'ésser humà i que per tant els dona una esperança de vida, tal com explica al seu llibre Pedagogía del oprimido.
Va ser un model crític que va servir als estudiants i les estudiantes a adquirir una consciència amb to de llibertat, arribar a poder reconèixer un acte d'autoritat i tenir a capacitat de relacionar coneixement i poder. Fou el creador d'uns elements teòrics seguint una metodologia, basats en la combinació de l'acció i la reflexió, la teoria i la pràctica i el pensament i la realitat.

### Peter McLaren
Va ser un dels fundadors de la pedagogia crítica a escala mundial, com podem veure a un dels seus articles anomenat Life in Schools: An Introduction to Critical Pedagogy in the Foundations of Education que ens parla sobre els factors externs que influeixen a les aules directament com els polítics, socials i econòmics. A la vegada ofereix una introducció a la pedagogia crítica contemporània.
Va estar interessat en la crítica a l'estructura social escolar, en la crítica a l'estructura del poder, en la importància de la continuïtat escolar i en la importància d'adquirir habilitats de pensament crític.

### Henry Giroux
És un autor nord-americà crític cultural, que va aportar la teoria de la pedagogia crítica. Tracta la pedagogia com a eina alliberadora, amb la qual es pot arribar a construir la raó crítica que faci que els ciutadans i les ciutadanes qüestionin el que ja està establert per defecte a la societat que ha seguit les pedagogies tradicionals.
El Diari Ara publica una entrevista el 6 de maig de 2019 a Henry Giroux, escriptor canadenc que a més a més és crític cultural, en la qual se li preguntava per conceptes i idees de la pedagogia crítica en l'actualitat. L'escriptor dona una nova visió sobre el pensament crític dels alumnes, insistint en la seva importància que ells mateixos han de tenir capacitats per entendre els factors que poden influir en la vida de les persones, per poder controlar-los i per aprendre a governar i ser governats. I fa especial referència en què les persones han de canviar les coses, actuar enfront de les injustícies i això només s'aconsegueix amb el pensament crític. Giroux relaciona el pensament crític amb el coratge i la voluntat d'actuar. I per acabar, llença una petita reflexió cap al món de l'educació ''El pensament crític es pot fomentar en qualsevol assignatura o lliçó. Crec que els alumnes han d'aprendre molt més que per ser examinats.’’

### Stephen Kemmis
Va ser un sociòleg australià que va esdevenir educador.
Va escriure el llibre Currículum: mas allá de la teoría de la reproducción, en el qual parla sobre el problema principal de la teoria curricular es basa a comprendre adequadament la relació entre teoria i pràctica i entre societat i educació.

### Gloria J. Ladson-Billings
Va ser una professora de la University of Wisconsin–Madison School of Education, que va lluitar per la igualtat de l'alumnat, que afectava les minories culturals.
Ladson-Billings és també l'autora de Culturally responsive teaching Arxivat 2019-11-04 a Wayback Machine., un llibre que parla sobre l'importancia de l'existència d'una unió entre els professors i la família de l'alumne, i afirma que això els aporta referències culturals sòlides i pot ajudar a millorar les seves habilitats i actituds.

### Jeannie Oakes
Va ser directora de l'Institute for Democracy, Education and Access (IDEA) UCLA University que va reforçar la democràcia i la igualtat i a la vegada es va basar en la necessitat del conjunt i de cooperació per a aconseguir reformes educatives significatives.
La revista de Divulgación Científica y Tecnològica de la Universidad Autónoma de Nuevo León va publicar un artícle al 2017 anomenat “El coeficiente intelectual y de aprendizaje en alumnos de nivel superior y su relación con el proceso de enseñanza aprendizaje', el qual parla de la divisió de l'alumnat per nivells, tal com ho menciona també l'autora Jeannie Oakes al seu llibre Keeping Track, fent referència a que aquest tipus de distribució d'alumnes és una estratègia per mantenir les jerarquies classistes. També parla d'altres punts importants com la col·laboració entre professionals per un objectiu comú i igualitari, l'estudi de l'organització comunitària o l'activisme com a element transformador.

### Arnetha Ball
Va ser la directora del Center for the study of Race, Ethnicity and Language (CREAL), la qual va destacar per se la impulsora del canvi en l'actitud i formació dels educadors i educadores i a la vegada va crear la base d'un coneixement generador a partir de l'escriptura i la lectura.
Una de les seves obres més importants és Studyng diversity in teacher education Arxivat 2019-02-25 a Wayback Machine., ja que tracta sobre la diversitat d'educació dels professors/es i qüestiona alguns problemes apartats en la tasca dels docents que fan que la recerca de l'educació ideal vagi avançant.

## Escola de Frankfurt
Els inicis de la pedagogia crítica també pertanyen a la teoria crítica de l'Escola de Frankfurt, una teoria social neo-marxiana adoptada per l'Institut für Sozialforschung (Institut de Recerca Social) i que es va fundar el 3 de febrer de 1923 a la Universitat de Frankfurt, aquesta té molta influència de les obres de Paulo Freire, que se centren principalment en el desenvolupament de la consciència crítica passant del concret al col·lectiu.
Aquesta teoria descrivia la crítica social dialèctica del col·lectiu dels estudiants de l'Escola de Frankfurt, i un dels seus principis era que la falsa consciència es pot eliminar amb la crítica ideològica i que a més a més permet a individus i grups criticar els règims opressius del moment.
Els educadors i teòrics crítics descrivien aquest desenvolupament com el camí cap a un objectiu comú: L'educació. Però a la vegada era un camí pel qual s'assumia les desigualtats de poder i les injustícies socials.

## Idees principals
La pedagogia crítica té l'objectiu de potenciar a l'alumne/a fent que es desenvolupi la funció crítica sempre amb justícia i equitat. Així mateix forma professors i professores com a educadors/es crítics, amb capacitats de qüestionar l'actual praxi educativa. Una de les funcions més importants és la d'examinar el treball de cada docent i millorar-lo per tal d'humanitzar el món i així evitar reforçar funcions contràries a la intenció educativa.
La pedagogia crítica en l'àmbit de l'escola és de caràcter polític, i en les institucions escolars es pot percebre de diferents maneres segons diversos autors: Com a Comunitat Crítica segons S. Kemmis, Cercle de Cultura segons P. Freire o Esfera Pública Democràtica segons H. Giroux, que es basa en l'educació alliberadora. Així com, la pedagogia crítica és aplicable a molts més àmbits i no només es redueix a les institucions escolars.
Els teòrics de la pedagogia crítica tenen l'objectiu que els i les alumnes adquireixin coneixements, habilitats i hàbits a partir del llenguatge dels professors/es i les seves pràctiques; però també tenen altres objectius menys rellevants com la construcció d'un discurs pedagògic basat en el diàleg, és a dir, establir relacions socials que siguin participatives, comunitàries i sempre utilitzant la democràcia, assegurar que tot individu que intervingui en el procés d'aprenentatge serà un individu capacitat per millorar la seva pròpia funció per tal de crear un futur millor que transformi el món i a la vegada que tot individu que intervingui en el procés d'aprenentatge serà productor i producte de la història, és a dir, estarà creant i sent creat per aquesta mateixa.

## Els centres escolars i la pedagogia crítica
Els centres que donen suport a la pedagogia crítica són formes d'autoorganització que precisament treballen amb la interrelació teòrica i pràctica. Les competències que han d'assolir és ser capaços de desenvolupar formes de psicologia que els puguin mantenir i ajudar, és a dir crear grups d'autoajuda.
L'oposició assegura que els grups d'autoajuda són limitats en el seu pensament però la realitat és que els debats en els grups d'autoajuda poden aportar molt a la pedagogia crítica.
Aquest debat, per a la pedagogia tradicional no seria vist com una contribució al coneixement, però vist des del marc de la pedagogia crítica podríem dir que s'han de tenir en compte les diferents representacions ideològiques i els interessos determinats dels grups socials, encara que siguin de caràcter més radical.
Cada anàlisi enriqueix el nostre coneixement i la interrelació entre el teòric i el pràctic.

## Pedagogia crítica en l'actualitat
Es diu que en l'actualitat la pedagogia crítica és el nou camí de la pedagogia: les dues parts involucrades constitueixen la societat començant per la consciència dels problemes socials viscuts diàriament, problemes els quals afecten sigui de manera directa o indirecta les aules. Un exemple és Paulo Freire, que va ser ministre d'educació de Brasil, va plantejar que l'educació a cada país ha de sorgir com si fos un procés polític. És a dir, que cada individu faci política i el conjunt ha d'involucrar-se també i el coneixement s'ha de construir precisament des de les dues realitats i perspectives.
El mestre o la mestra com a tal, té un paper molt important, ja que ha de ser una figura que guiï als aprenents/es en una societat crítica, ha d'ensenyar-los a portar els seus coneixements al grup o aula fent veure que totes les perspectives són un acte reflex de la societat real. D'altra banda, l'aprenent ha d'entendre i formar el seu coneixement des d'una visió política, i intentar ser un individu socialment actiu cada cop més. Ha d'intentar a la vegada desenvolupar el seu sentit crític sobre la societat, però tenir clar que el pensament crític no pot alentir la negativitat ni es pot prendre com un acte negatiu per tal de seguir creixent dins la realitat.
Pedagogia crítica e aprendizagem de línguas na era das mídias sociais? És un treball que analitza les possibilitats de la pedagogia crítica en l'era de les xarxes socials. Podríem dir que arran d'aquesta nova era ha sorgit l'anomenada ‘'pedagogia pública, és a dir, totes les activitats d'aprenentatge que són de domini públic i que no es duen a terme en institucions com a tal. També podem parlar de ‘'alfabetitzacions digitals, ja que han augmentat els dispositius digitals i amb ells es poden escriure missatges de text, publicacions i comentaris. Tot i ser un gran avenç en molts casos, hi ha un pànic moral i social sobre l'ús sobretot entre els joves; el que es busca és que la pedagogia crítica pugui facilitar aquest aprenentatge en línia i esborrar aquests prejudicis socials.